# Kübra Öztürk
Kübra Öztürk (ur. 5 listopada 1991 w Ankarze) – turecka szachistka, arcymistrzyni od 2011 roku.

## Kariera szachowa
Od 1999 r. wielokrotnie reprezentowała Turcję na mistrzostwach świata i Europy juniorek w różnych kategoriach wiekowych, zdobywając 5 medali: dwa złote (Herceg Novi 2006 i Szybenik – oba na ME do 16 lat) oraz trzy brązowe (Gaziantep 2008 – MŚ do 20 lat, Herceg Novi 2008 – ME do 18 lat i Antalya 2009 – MŚ do 18 lat).
Wielokrotnie reprezentowała Turcję w turniejach drużynowych, m.in.:
- pięciokrotnie na olimpiadach szachowych (w latach 2006, 2008, 2010, 2012, 2014)[1],
- dwukrotnie na drużynowych mistrzostwach świata (w latach 2011, 2013)[2],
- trzykrotnie na drużynowych mistrzostwach Europy (w latach 2007, 2011, 2013)[3],
- na olimpiadzie szachowej juniorów do 16 lat (w roku 2003)[4],
- dwukrotnie na drużynowych mistrzostwach Europy juniorów do 18 lat (w latach 2002, 2009)[5].

W 2008 r. zdobyła w Konyi brązowy medal indywidualnych mistrzostw Turcji. W 2010 r. podzieliła III m. (za Sopio Gwetadze i Angelą Borsuk, wspólnie z Anną Burtasową i Nargiz Umudową) w międzynarodowym turnieju w Ankarze. W 2012 r. zdobyła tytuł indywidualnej mistrzyni Turcji.
Najwyższy ranking w dotychczasowej karierze osiągnęła 1 marca 2012 r., z wynikiem 2314 punktów zajmowała wówczas 3. miejsce (za Ekateriną Atalik i Betül Cemre Yıldız) wśród tureckich szachistek.